# 芦場駅
芦場駅（よしばえき）は、かつて栃木県塩谷郡塩谷村（現・塩谷町）大字芦場新田にあった東武鉄道矢板線の駅（廃駅）である。

## 歴史
- 1929年（昭和4年）10月22日：下野電気鉄道天頂 - 矢板間延伸に伴い開業[1][2]。
- 1943年（昭和18年）5月1日：下野電気鉄道買収に伴い、東武鉄道矢板線の駅となる[2]。
- 1959年（昭和34年）7月1日：矢板線の廃線に伴い廃止[2]。

## 駅構造
地上駅であった。

## 駅周辺
- 国道461号（日光北街道）

## 隣の駅
東武鉄道
矢板線
天頂駅 - 芦場駅 - 玉生駅